# Bernhard Walke

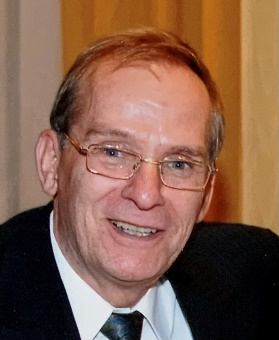
Bernhard Walke

Bernhard Walke (* 28. Juli 1940 in Neisse, Oberschlesien) ist Erfinder wesentlicher Funktionen und Netzwerkprotokolle für WLAN und 2G- bis 5G-Mobilfunknetze.

## Leben
Nach dem Abitur am Schubart-Gymnasium in Aalen (Baden-Württemberg) und einem halbjährigen Industriepraktikum bei den Schwäbischen Hüttenwerken Wasseralfingen studierte Walke 1960–1965 Elektrotechnik mit Vertiefung in Datenverarbeitung an der Universität Stuttgart und schloss als Diplomingenieur ab. Anschließend arbeitete er zunächst zwei Jahre in einem Programm für Führungsnachwuchs an den Firmenstandorten Berlin, Hannover, Heilbronn, Konstanz und Ulm bei der Telefunken AG und danach bis 1980 als Forscher im AEG-Telefunken-Forschungsinstitut Ulm.
1975 wurde er mit einer Arbeit zum Durchsatz im Multitasking-Betrieb von Time-sharing-Systemen als externer Doktorand an der Universität Stuttgart bei Alfred Lotze promoviert. Forschungsschwerpunkte von Walke waren ab 1975 Datennetze mit Paketvermittlung, Vielfachzugriff- und Netzprotokolle im Mobilfunk und Prozessrechner-Betriebssysteme.
Von 1977 bis 1980 war er Lehrbeauftragter für Stochastische Simulationstechnik an der Universität Stuttgart und von 1981 bis 1983 an der Universität Ulm. Von 1980 bis 1983 war er Abteilungsleiter im Geschäftsbereich Hochfrequenztechnik der AEG AG in Ulm, wo er Führungssysteme entwickelte. Von 1983 bis 1990 übernahm Walke nach 18 Jahren Industrietätigkeit den Lehrstuhl für Datenverarbeitungstechnik im Fachbereich Elektrotechnik der Fernuniversität Hagen, die das akademische Fernstudium ermöglicht. Dort erforschte er mit über Drittmittel finanzierten Mitarbeitern Ad-hoc-Funknetze. 1990 wurden ihm die Nachfolge von Robert Piloty an der TU Darmstadt und gleichzeitig die Nachfolge von Friedrich Schreiber an der RWTH Aachen angeboten. Walke entschied sich für Aachen. Dort lehrte und forschte er als Inhaber des Lehrstuhls für Kommunikationsnetze (ComNets) bis 2007 zusammen mit gleichzeitig etwa 35 aus Drittmitteln vollzeitbeschäftigten Doktoranden und leitete bis 2012 die ComNets Forschergruppe.
Er ist verheiratet und hat zwei Söhne.

## Akademische Lehre
Als Professor für Datenverarbeitungstechnik an der FernUniversität Hagen erstellte Walke u. a. die Fernstudienkurse „Datenkommunikation“ und „Realzeitrechnermodelle“, die als Fachbücher erschienen sind. Als Dekan setzte er mit Hilfe des Rektorats beim Ministerium für Kultur und Wissenschaft des Landes Nordrhein-Westfalen den Ausbau des Fachbereichs Elektrotechnik um drei voll ausgestattete Lehrstühle durch. Daneben initiierte er für die Elektrotechnik einen Neubau, der schließlich 1995 auf dem Campus in Hagen als Philipp-Reis-Gebäude eingeweiht wurde.
Während seiner 17 Jahre (ab 1990) als Lehrstuhlinhaber in Aachen entstanden aus seinen Vorlesungen mehrere englischsprachige Lehrbücher über Drahtlos- und Mobilkommunikation. Neben ca. 1300 Diplom-, Bachelor- und Master-Abschlussarbeiten hat er in Hagen und Aachen 85 Promotionen als Doktorvater betreut.
Als Prodekan und Dekan (1997–1999) der Fakultät für Elektrotechnik und Informationstechnik der RWTH Aachen erstellte Walke den ersten Strukturplan einer Fakultät der RWTH Aachen und richtete im Hauptstudium des Diplomstudienganges eine Vertiefungsrichtung „Technische Informatik“ ein, die heute Master-Studiengang ist. Eine Herzensangelegenheit war ihm die Zusammenarbeit mit der Abteilung Informatik an der RWTH Aachen, bei der er bis zu seinem Ruhestand einen Zweitsitz im Fachgruppenrat hatte.
Zusammen mit einem Kollegen setzte er an der RWTH Aachen den Antrag des später in der Exzellenzinitiative der Bundesrepublik Deutschland geförderten DFG-Clusters „Ultra-high Speed Mobile Information and Communication (UMIC)“ durch. Die Errichtung des UMIC-Forschungsgebäudes der RWTH Aachen an der Mies-van-der-Rohe-Str. 15 in Aachen hat er persönlich durchgesetzt.

## Forschung
Aus seiner Zusammenarbeit mit wissenschaftlichen Mitarbeitern bleiben folgende herausragende Leistungen in Erinnerung, die den digitalen Mobilfunk prägten. Statt „Walke und Mitarbeiter“ steht nachfolgend vereinfachend „er“ mit Verweis auf entsprechende wissenschaftliche Veröffentlichungen mit den jeweiligen Mitarbeitern.
1985 veröffentlichte er als Erster die Struktur und Funktionsweise eines paketvermittelnden zellularen ad-hoc-Funknetzes, das viele wesentliche Merkmale von 5G-Mobilfunksystemen und ihren Vorläufern (2G, 3G und 4G) vorwegnimmt. Merkmale des 1985 vorgeschlagenen Funknetzes sind: digitale Datenübertragung im Zeit-, Frequenz- und Raummultiplex, schaltbare Richtantennen, Codespreizung, Nutzung von Millimeterwellen, Interferenz-Koordination, Vielfachzugriff, Slotted-ALOHA-Protokoll zur Reservierung einer Bitrate, Paketvermittlung mit Datagramm bzw. virtueller Verbindung, Selbstorganisation, Direktkommunikation zwischen Mobilterminals und Multi-Hop-Routing über Relaisstationen.
Von 1986 bis 1990 entwickelte er im EUREKA-Projekt PROMETHEUS PRO-COM das Protokoll DCAP für die Fahrzeug-Fahrzeug-/-Infrastruktur-Kommunikation,  das wesentliche Funktionen des Standards 3GPP LTE Release 14 für vernetztes Fahren vorwegnimmt. Das DCAP Protokoll ist auch die wesentliche Grundlage für Standard 3GPP LTE Release 16 (5G-New Radio) „Sidelink Protocol“ für die ad-hoc Kommunikation zwischen mobilen Fahrzeugen.
1991 schlug er als Erster die Integration im gleichen Frequenzband von Kommunikation und Entfernungsmessung zwischen Mobilstationen für die Fahrzeug-Fahrzeug-Kommunikation vor. Das Verfahren (Integrated Sensing and Communications, ISAC) ist heute im 3GPP 5G-Sidelink-Protokoll (Third Generation Partnership Project 3GPP, Release 18, TS 38.859 und 23.700) standardisiert.
1991 schlug er mit dem CELLPAC-Protokoll einen paketvermittelten Telekommunikationsdienst für die Fahrzeug-Fahrzeug-/-Infrastruktur-Kommunikation vor, der das mit Leitungsvermittlung übertragende Mobilfunksystem GSM zur Paketvermittlung befähigt. Paketvermittlung ist für solche Dienste deutlich effizienter als Leitungsvermittlung. Der Vorschlag veranlasste erste Überlegungen bei ETSI, Paketvermittlung einzuführen.
1993 schlug er das Protokoll CELLPAC Voice & Data zur Realisierung eines universellen paketvermittelten Sprach- und Datendienstes im GSM-Mobilfunksystem vor. Der daraufhin von ETSI spezifizierte Standard für den General Packet Radio Service (GPRS) in GSM folgt in allen wesentlichen Funktionen seinem Protokollvorschlag. GPRS wurde 1999 in Deutschland und weltweit eingeführt. Beschleunigt durch die höhere Bitrate des 2.5G-Systems EDGE war GPRS noch 20 Jahre nach seiner Einführung der einzige weltweit bestehende digitale mobile Internetzugang. Paketvermittelte Sprache, die er als Erster 1993 mit dem CELLPAC Protokoll vorgeschlagen hatte, hat leitungsvermittelte  Sprache mit Einführung des 4G-Mobilfunksystem (LTE) im Jahr 2008 ersetzt. Es gibt seitdem nur noch Mobilfunksysteme mit paketvermittelter Sprache.
Von 1992 bis 2004 entwickelte er in von der Europäischen Union geförderten Forschungsprojekten die Zugriffsprotokolle für den CEN-ETSI-Standard DSRC für semi-passive Transponder. Der Standard ist in Europa und darüber hinaus die De-facto-Norm für elektronische Mautsysteme.
Von 1992 bis 1999 entwickelte er im europäisch geförderten RACE-Projekt Mobile Broadband System (MBS) und im BMBF-Projekt ATMmobil eine besonders effiziente Datenstruktur für das Medienzugriffs-Protokoll OFDMA-basierter mobiler Breitbandsysteme, die im Standard IEEE 802.16m (WiMAX) und (weiter entwickelt) im 3GPP-Standard für LTE und LTE-A sowie in Standard IEEE 802.11ax (WiFi-6) verwendet wird. Medienzugriffsprotokolle von 4G-, 5G- und modernen WLAN-Systemen beruhen auf dieser Datenstruktur.

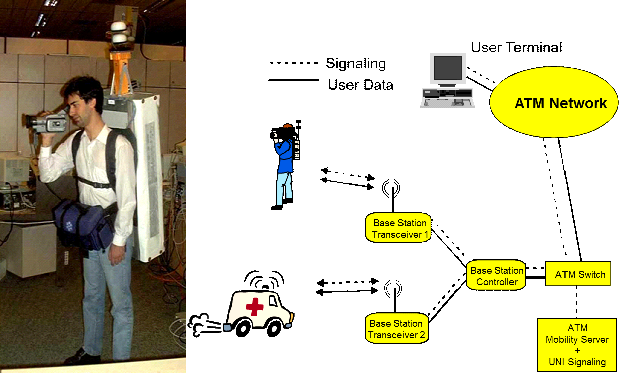
Bild 1: Das Mobilterminal und die Architektur des Testnetzes.

1998 zeigte das europäisch geförderte Projekt SAMBA, in dem sein Team für die Protokolle zuständig war, die erste öffentliche Demonstration eines mobilen Breitbandsystems mit einem TOSHIBA 34 Mbit/s Modem auf der EXPO-98 in Lissabon. Bild 1 zeigt das Mobilterminal und die Architektur des Testnetzes.
Im Jahr 2000 adaptierte er die von ihm 1985 eingeführte Relaistechnik  auf moderne zellulare mobile Breitbandsysteme. Die dafür weiter entwickelten nach dem store-and-forward Prinzip arbeitenden Relais sind Teil von Standard 3GPP LTE Release 10 zur Verbesserung der Signalstärke / Datenrate von Mobilterminals und sind Teil der 3GPP-Standards für 5G und 6G Systeme. Multi-Hop-Relais sind eine Schlüsseltechnologie für 4G, 5G und 6G Mobilfunksysteme.

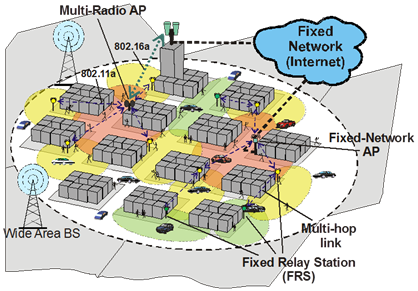
Bild 2: Ein mobiles Breitbandsystem

Bild 2 zeigt ein mobiles Breitbandsystem, dessen Funkschnittstelle hier beispielhaft den WLAN-Standard IEEE 802.11a für Multi-Hop-Kommunikation und 802.16a zur Funkverbindung mit dem Festnetz benutzt. Funkzellen der drahtlos oder über Kabel mit dem Internet verbundenen WLAN-Funkzugangspunkte (AP) sind braun gezeigt; gelb gezeigte Funkzellen werden durch Funkrelais versorgt, die Mobilterminals über zwei serielle Funkstrecken mit dem AP verbinden; in grünen Zellen verbinden Funkrelais Mobilterminals über drei Hops mit dem AP. Das mobile Breitbandsystem ist in ein aus (grau gezeigten) Funkzellen (wide area Base Station) bestehendes 3G-/4G-Mobilfunknetz eingebettet.
2005 publizierte er den Algorithmus zur Berechnung des Frequenzspektrum-Bedarfs von 4G-Mobilfunksystemen. Der Algorithmus ist Kern von Standard ITU-R Rec. M.1036 „Spectrum Estimation Methodology“ und wurde 2007 bzw. 2015 von der World Radio Conference zur weltweiten Zuteilung von Frequenzspektrum an 4G- bzw. 5G-Systeme benutzt.
2000, 2006 führte er ein Verfahren zur gesteuerten Koexistenz von in einem lizenzfreien Frequenzband gleichzeitig betriebenen, unterschiedliche Standards benutzenden Funksystemen ein. Dadurch werden Übertragungen eines Echtzeitdienste (z. B. Sprache) unterstützenden, zentral gesteuerten Funksystems (LTE, Bluetooth) und ein WLAN nach Standard IEEE 802.11 im Zeitbereich so koordiniert, dass beide denselben Funkfrequenzkanal fair teilen können. 4G-Systeme benutzen das vorgeschlagene Verfahren in LTE-U, vgl. 3GPP ETSI TS 136 213 Release 10/11/12, sowie LTE-U Forum 2014 und in LAA, vgl. 3GPP ETSI TS 136 213 Release 13/14/15.
Von 2005 bis 2008 trug er zur Entwicklung von Anhängen des WLAN-Standards bei. Bemerkenswerte Beiträge sind die Einführung von Protokollfunktionen in IEEE 802.11e, um Dienstgüte in WLANs zu unterstützen und in IEEE 802.11s, um WLAN-Maschennetze mit Multi-Hop-Kommunikation über Relaisstationen zur Erhöhung der Funkreichweite zu realisieren.
Der ComNets Research Report 1990–2012 beschreibt diese und andere ComNets-Forschungsergebnisse von Walke und seinen wissenschaftlichen Mitarbeitern.

## Auszeichnungen, Erfindungen

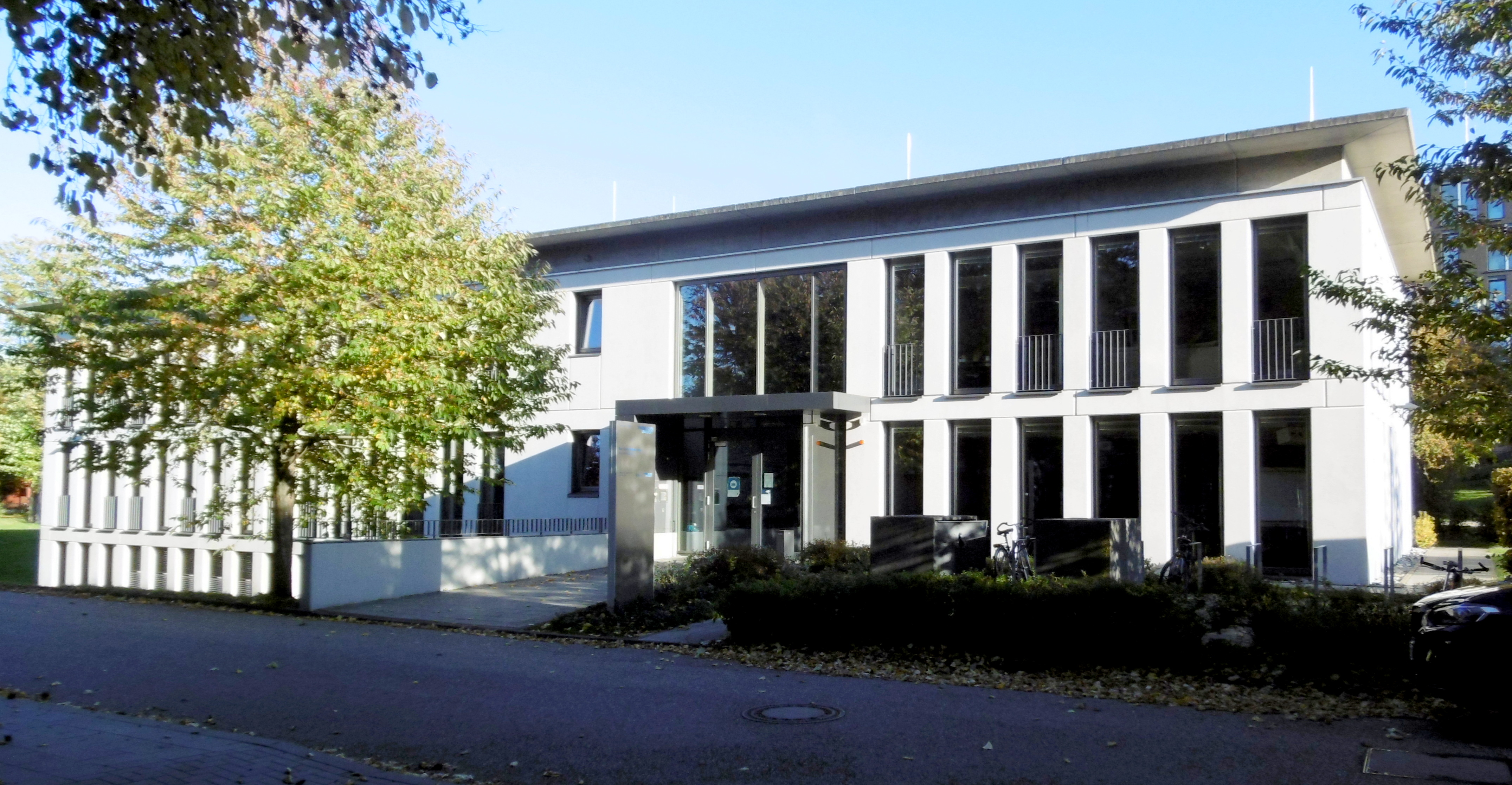
Bernhard-Walke-Haus Aachen

- 1976: Preis der Informationstechnischen Gesellschaft (ITG) im Verein Deutscher Elektrotechniker (VDE) für eine beste wissenschaftliche Veröffentlichung im Jahr 1975.
- 2006: Preis für den besten Aufsatz[24] des Jahres 2005 in der Zeitschrift des Korean Institute of Communications and Information Science.
- 2008: Namensgeber für das von Walke für 3,5 Mio. Euro mit ComNets-Eigenmitteln errichtete Institutsgebäude („Bernhard Walke Haus“).[25]
- 2016: Ernennung zum IEEE Fellow „for Contributions to Packet Switching und Relaying in Mobile Radio Systems“.

Walke ist Erfinder in mehr als 100 Patenten und Patentanmeldungen.

## Wissenschaftsprojekte
Vierzig seiner etwa 400 wissenschaftlichen Veröffentlichungen (darunter acht Lehrbücher – fünf auf Englisch) wurden bis heute (2025) mehr als dreißig Mal von anderen wissenschaftlichen Autoren zitiert.
1978 überzeugte er als Vorsitzender des Fachausschusses „Technische Informatik“ der ITG die ITG und die Gesellschaft für Informatik (GI), gemeinsam geführte Fachgruppen einzurichten, und ist Gründungsmitglied zweier Fachgruppen, die noch heute regelmäßig wissenschaftliche Konferenzen durchführen:
- 1979 Fachgruppe „Messung, Modellierung und Bewertung von Rechner- und Kommunikationssystemen“[28] (MMB), die er mit P. P. Spies gründete und zeitweise leitete.
- 1981 Fachgruppe „Rechnernetze“.[29]

Walke ist einer der Initiatoren der europäischen Forschungsförderung von mobilen Breitbandsystemen im RACE-I-Rahmenprogramm (1988–2002) der Europäischen Union, dem mehrere Rahmenprogramme mit Förderung mobiler Breitbandsysteme folgten.
1995 gründete er die bis 2004 zweijährig in Europa durchgeführte wissenschaftliche Konferenz European Personal Mobile Radio Communications Conference (EPMCC) und 1998 die zweijährig durchgeführte European-Wireless-Konferenz, deren Leitung er bis 2008 innehatte. Die EPMCC ging 2004 in der European Wireless Conference auf, die seitdem jährlich stattfindet.
1996 war er Berater des Wissenschaftsministers im Bundesministerium für Bildung und Forschung und Mitinitiator großer Forschungsprogramme wie ATMmobil (1996–1999), Multi-Hop (1998–2002) und MOBIKOM (2002–2005), die er als wissenschaftlicher Koordinator zehn Jahre (bis 2005) geleitet hat. In diesen Programmen entwickelte die deutsche Mobilfunkindustrie zusammen mit Universitäts- und Forschungsinstituten neue Techniken für die mobile Breitbandkommunikation.
1998–2000 war Walke Vorstandsmitglied in der Informationstechnischen Gesellschaft (ITG) im VDE.
2001–2003 hat er als gewählter Vorsitzender der Arbeitsgruppe „New Air Interface“ des Wireless World Research Forums die Protokolle an der Funkschnittstelle der 4. Generation im Mobilfunk (LTE-A) wesentlich geprägt und Grundlagen für 5G-Systeme gelegt. Das Forum ist der weltweite Zusammenschluss aller Hersteller, Betreiber und Forscher von Drahtlos- und Mobilfunktechnik mit dem Ziel, vorwettbewerblich die nächste Generation im Mobilfunk technisch abzustimmen.
Walke war in zahllosen IEEE-Konferenzen Mitglied im technischen Programmausschuss und manchmal auch wissenschaftlicher Tagungsleiter.

## Beratung und Technologietransfer
1989 hat Walke als Mitglied einer dreiköpfigen Professorengruppe den Postminister der Bundesrepublik Deutschland (Christian Schwarz-Schilling) in einer Konkurrenzsituation von zehn Industriekonsortien technisch beraten, welchem Konsortium die GSM-900-Lizenz zum Betrieb des D2-Mobilfunknetzes erteilt werden sollte. Der Minister hat das empfohlene Konsortium lizenziert.
1992 war Walke technischer Obergutachter für den Bundespostminister Wolfgang Bötsch bei der Entscheidung über die Lizenzvergabe zum Betrieb des E1-Mobilfunknetzes im 1800-MHz-Band. Der Minister ist seinem Rat gefolgt.
1999–2006 war er Mitglied und 2006–2015 Vorsitzender des Kuratoriums der Eduard-Rhein-Stiftung, die jährlich einen internationalen Technologiepreis für technische Spitzenleistungen in der Informationstechnik vergibt.
2000 gründete er mit zwei Mitarbeitern und der P3 Ingenieurgesellschaft (als Investor/Manager) die P3 Solutions GmbH zur technischen Beratung von Mobilfunk-Netzbetreibern. Sie bildete den Kern der 2008 gegründeten P3 communications GmbH, die mehrere internationale Standorte hat und 2019 in umlaut communications GmbH umbenannt wurde.
2004–2006 war er Mitglied im Awards Committee der IEEE Communications Society (ComSoc), das jährlich Preisträger anhand herausragender Veröffentlichungen ermittelt. Die IEEE ComSoc ist die weltweit größte Fachgesellschaft für Spezialisten der technischen Kommunikation.
Walke war Gastherausgeber von Sonderheften der Zeitschriften IEEE Wireless Communications, IEEE Networking, Computer Networks, IEEE Journal of Communications and Networking, European Transactions in Telecommunications u. a. m. Er war Gutachter für zahllose wissenschaftliche Konferenz- und Zeitschriftenbeiträge.

## Verein der ComNets Alumni
1993 gründete Walke den Verein der Freunde und Förderer (FFV) der ComNets-Einrichtungen. Zweck des Vereins ist die Förderung und Unterstützung der wissenschaftlichen Arbeit und die Qualifizierung des wissenschaftlichen Nachwuchses der ComNets-Einrichtungen. ComNets-Einrichtungen bestehen an der RWTH Aachen, der Hochschule Bonn-Rhein-Sieg, der Universität Bremen, der Technischen Universität Dortmund, der Technischen Universität Dresden und der Technischen Universität Hamburg. Der Verein veranstaltete bis zum Jahr 2023 jährlich Workshops und verlieh dabei Preise für ausgezeichnete Abschlussarbeiten, darunter den Bernhard-Walke-Preis für die beste Dissertation des Vorjahres. ComNets ist eine geschützte Marke des Fördervereins des Lehrstuhls.